# Cantone di Saint-Jean-de-Bournay
Il Cantone di Saint-Jean-de-Bournay era una divisione amministrativa dell'arrondissement di Vienne.
A seguito della riforma approvata con decreto del 18 febbraio 2014, che ha avuto attuazione dopo le elezioni dipartimentali del 2015, è stato soppresso.

## Composizione
Comprendeva i comuni di:
- Artas
- Beauvoir-de-Marc
- Châtonnay
- Culin
- Eclose
- Lieudieu
- Meyrieu-les-Étangs
- Meyssiès
- Royas
- Saint-Agnin-sur-Bion
- Sainte-Anne-sur-Gervonde
- Saint-Jean-de-Bournay
- Savas-Mépin
- Tramolé
- Villeneuve-de-Marc